# جيف كينغ
جيف كينغ (بالإنجليزية: Jeff King)‏ هو سياسي أمريكي، ولد في 15 مايو 1975 في إنديبيندنس في الولايات المتحدة. حزبياً، نشط في الحزب الجمهوري. وقد انتخب عضو مجلس ولاية كانساس وانتخب عضو مجلس نواب كنساس.

## وصلات خارجية
- الموقع الرسمي